# Le Plessis-l'Évêque
Pour les articles homonymes, voir Le Plessis et L'Évêque.
Le Plessis-l'Évêque est une commune française située dans le département de Seine-et-Marne en région Île-de-France.

## Géographie

### Situation
Le Plessis-l'Évêque est situé à 12 km au nord-ouest de Meaux.

### Communes limitrophes
| Cuisy               | Saint-Soupplets  |                        |
|                     | Plessis-l'Évêque | Monthyon               |
| Le Plessis-aux-Bois | Iverny           | Chauconin-Neufmontiers |

### Géologie et relief
La commune est classée en zone de sismicité 1, correspondant à une sismicité très faible.

### Hydrographie

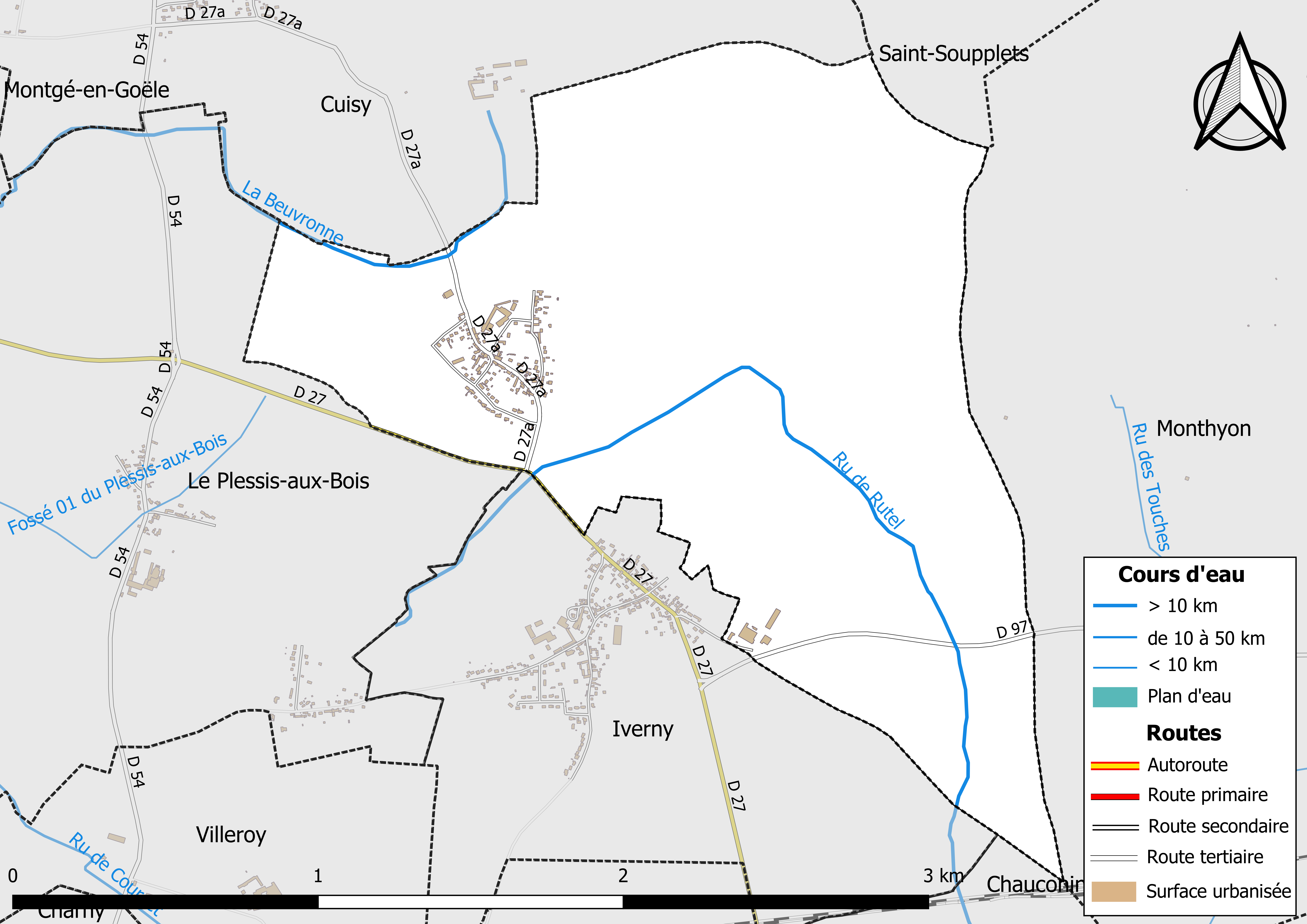
Carte des réseaux hydrographique et routier du Le Plessis-l'Évêque.

Le réseau hydrographique de la commune se compose de deux cours d'eau référencés :
- ru de la Fourcière (autre toponyme de la rivière Beuvronne), longue de 23,9 km[2], affluent en rive droite de la Marne;
- ru de la Sorcière (ou ru de Rutel), long de 12,6 km[3].

La longueur totale des cours d'eau sur la commune est de 2,81 km.

### Climat
Pour des articles plus généraux, voir Climat de l'Île-de-France et Climat de Seine-et-Marne.
En 2010, le climat de la commune est de type climat océanique dégradé des plaines du Centre et du Nord, selon une étude du CNRS s'appuyant sur une série de données couvrant la période 1971-2000. En 2020, Météo-France publie une typologie des climats de la France métropolitaine dans laquelle la commune est exposée à un climat océanique altéré et est dans la région climatique Nord-est du bassin Parisien, caractérisée par un ensoleillement médiocre, une pluviométrie moyenne régulièrement répartie au cours de l’année et un hiver froid (3 °C).
Pour la période 1971-2000, la température annuelle moyenne est de 10,9 °C, avec une amplitude thermique annuelle de 15,1 °C. Le cumul annuel moyen de précipitations est de 720 mm, avec 11,1 jours de précipitations en janvier et 8,1 jours en juillet. Pour la période 1991-2020, la température moyenne annuelle observée sur la station météorologique la plus proche, située sur la commune du Plessis-Belleville à 10 km à vol d'oiseau, est de 11,4 °C et le cumul annuel moyen de précipitations est de 661,7 mm,. Pour l'avenir, les paramètres climatiques de la commune estimés pour 2050 selon différents scénarios d'émission de gaz à effet de serre sont consultables sur un site dédié publié par Météo-France en novembre 2022.

### Milieux naturels et biodiversité
Aucun espace naturel présentant un intérêt patrimonial n'est recensé sur la commune dans l'inventaire national du patrimoine naturel,,.

## Urbanisme

### Typologie
Au 1er janvier 2024, Le Plessis-l'Évêque est catégorisée commune rurale à habitat dispersé, selon la nouvelle grille communale de densité à sept niveaux définie par l'Insee en 2022.
Elle est située hors unité urbaine. Par ailleurs la commune fait partie de l'aire d'attraction de Paris, dont elle est une commune de la couronne,. Cette aire regroupe 1 929 communes,.

### Logement
En 2014, le nombre total de logements dans la commune était de 102 (dont 95,3 % de maisons et 4,7 % d’appartements).
Parmi ces logements, 95,7 %  étaient des résidences principales, 1,4 % des résidences secondaires et 2,9 %  des logements vacants.
La part des ménages propriétaires de leur résidence principale s’élevait à 86,1 % contre 12,9 % de locataires.

### Occupation des sols
L'occupation des sols de la commune, telle qu'elle ressort de la base de données européenne d’occupation biophysique des sols Corine Land Cover (CLC), est marquée par l'importance des territoires agricoles (99,9 % en 2018), une proportion identique à celle de 1990 (99,9 %). La répartition détaillée en 2018 est la suivante : 
terres arables (99,9 %), zones urbanisées (0,1 %).
Parallèlement, L'Institut Paris Région, agence d'urbanisme de la région Île-de-France, a mis en place un inventaire numérique de l'occupation du sol de l'Île-de-France, dénommé le MOS (Mode d'occupation du sol), actualisé régulièrement depuis sa première édition en 1982. Réalisé à partir de photos aériennes, le Mos distingue les espaces naturels, agricoles et forestiers mais aussi les espaces urbains (habitat, infrastructures, équipements, activités économiques, etc.) selon une classification pouvant aller jusqu'à 81 postes, différente de celle de Corine Land Cover,,. L'Institut met également à disposition des outils permettant de visualiser par photo aérienne l'évolution de l'occupation des sols de la commune entre 1949 et 2018.

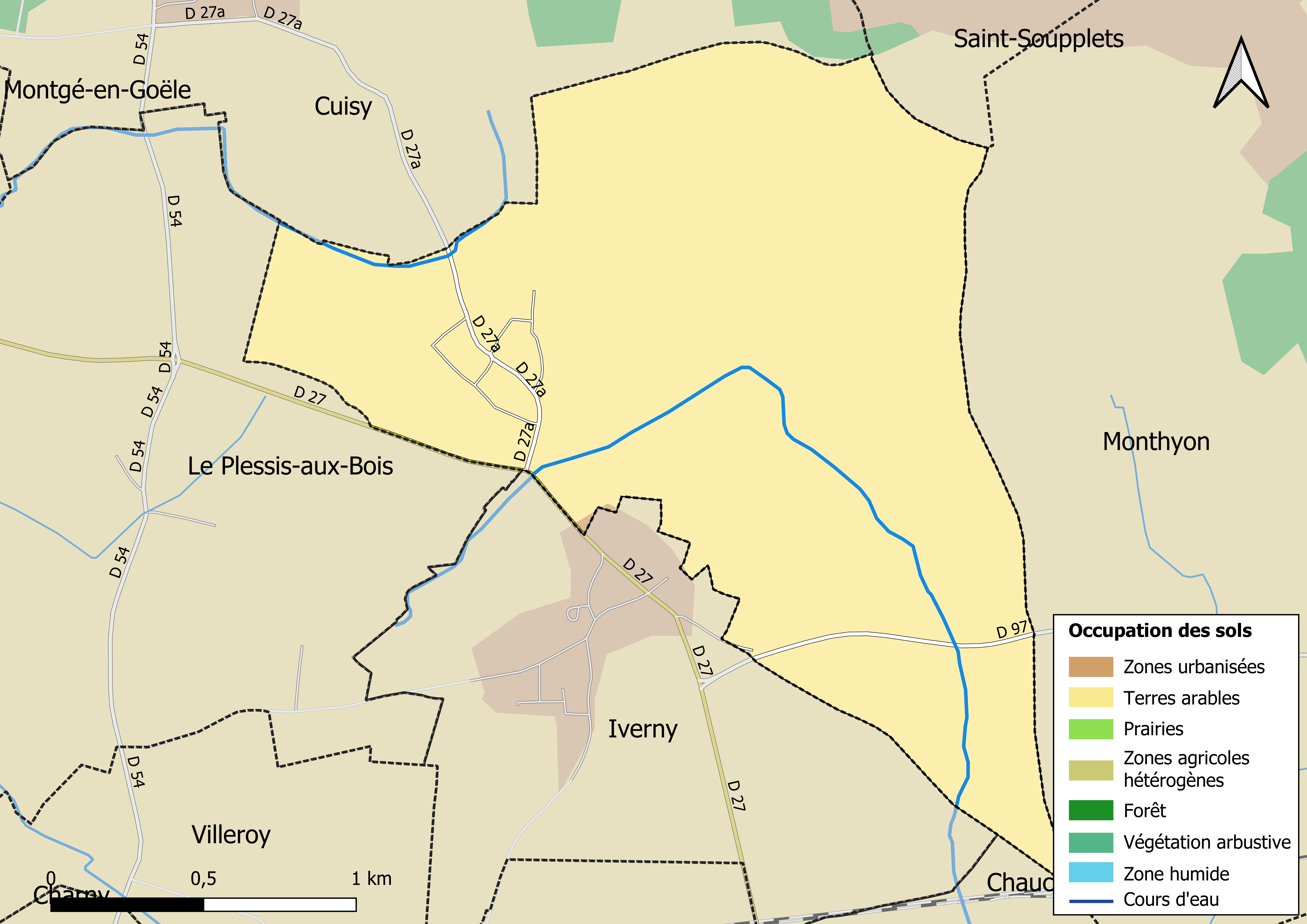
Carte des infrastructures et de l'occupation des sols en 2018 (CLC) de la commune.
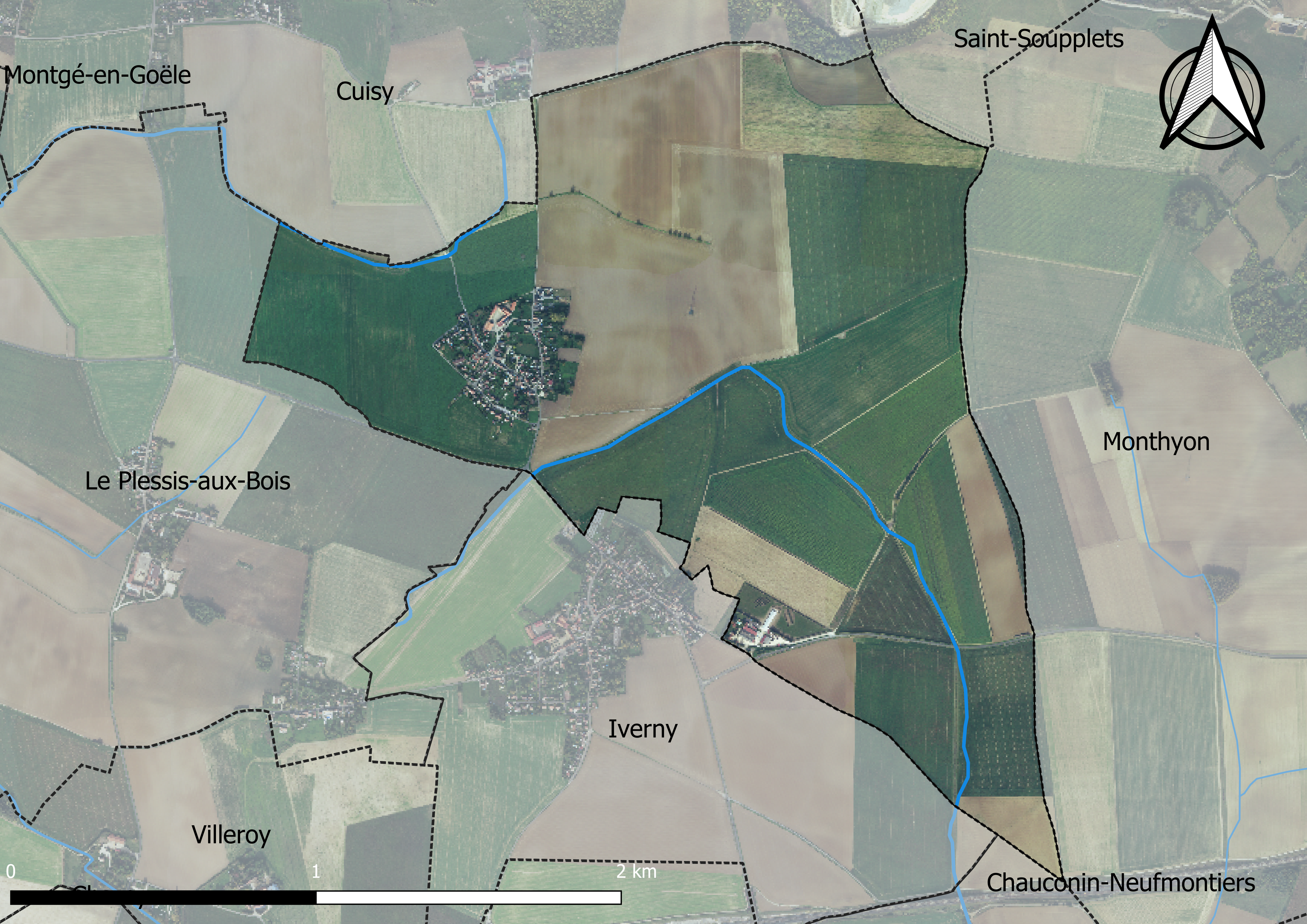
Carte orhophotogrammétrique de la commune.

### Planification
La loi SRU du 13 décembre 2000 a incité les communes à se regrouper au sein d’un établissement public, pour déterminer les partis d’aménagement de l’espace au sein d’un SCoT, un document d’orientation stratégique des politiques publiques à une grande échelle et à un horizon de 20 ans et s'imposant aux documents d'urbanisme locaux, les PLU (Plan local d'urbanisme). La commune est dans le territoire du SCOT Roissy Pays de France, approuvé le 19 décembre 2019 et porté par la communauté d’agglomération Roissy Pays de France.
La commune disposait en 2019 d'un plan local d'urbanisme approuvé. Le zonage réglementaire et le règlement associé peuvent être consultés sur le Géoportail de l'urbanisme.

### Voies de communication et transports
La commune est desservie par le Réseau de bus Roissy Est lignes 710, 711.
Le sentier de grande randonnée GR1 suit la frontière de la commune avec Cuisy puis Saint-Soupplets.

## Toponymie
Le nom de la localité est mentionné sous les formes Plexiacum en 1150 ; Plassetum en 1249 ; Plassiacum en 1266 ; Le Plessier l'Evesque en 1274 et 1654.
Plessis : terme d’origine romane, désignant un endroit protégé par une palissade faite de branches entrelacées.
l'Évêque : Il s'agit de l'évêque de Meaux.

## Politique et administration

### Tendances politiques et résultats

#### Élections nationales
- Élection présidentielle de 2017[30]: 30,33 % pour Emmanuel Macron (REM), 44,55 % pour Marine Le Pen (FN), 83,89 % de participation.

### Liste des maires
| Période                                  | Période  | Identité        | Étiquette | Qualité             |
| ---------------------------------------- | -------- | --------------- | --------- | ------------------- |
| Les données manquantes sont à compléter. |          |                 |           |                     |
| 1959                                     | 2001     | Georges Delorme |           | Exploitant agricole |
| 2001                                     | En cours | Pascal Vecten   |           | Agriculteur         |

## Équipements et services

### Eau et assainissement
L’organisation de la distribution de l’eau potable, de la collecte et du traitement des eaux usées et pluviales relève des communes. La loi NOTRe de 2015 a accru le rôle des EPCI à fiscalité propre en leur transférant cette compétence. Ce transfert devait en principe être effectif au 1er janvier 2020, mais la loi Ferrand-Fesneau du 3 août 2018 a introduit la possibilité d’un report de ce transfert au 1er janvier 2026,.

#### Assainissement des eaux usées
En 2020, la gestion du service d'assainissement collectif de la commune du Plessis-l'Évêque est assurée par la communauté de communes Plaines et monts de France (CCPMF) pour la collecte, le transport et la dépollution. Ce service est géré en délégation par une entreprise privée, dont le contrat arrive à échéance le 30 juin 2020,,.
L’assainissement non collectif (ANC) désigne les installations individuelles de traitement des eaux domestiques qui ne sont pas desservies par un réseau public de collecte des eaux usées et qui doivent en conséquence traiter elles-mêmes leurs eaux usées avant de les rejeter dans le milieu naturel. La communauté de communes Plaines et monts de France (CCPMF) assure pour le compte de la commune le service public d'assainissement non collectif (SPANC), qui a pour mission de vérifier la bonne exécution des travaux de réalisation et de réhabilitation, ainsi que le bon fonctionnement et l’entretien des installations,.

#### Eau potable
En 2020, l'alimentation en eau potable est assurée par la communauté de communes Plaines et monts de France (CCPMF) qui en a délégué la gestion à une entreprise privée, dont le contrat expire le 31 décembre 2023,.

## Population et société

### Démographie
Les habitants sont appelés les Plessis-Episcopiens.
L'évolution du nombre d'habitants est connue à travers les recensements de la population effectués dans la commune depuis 1793. Pour les communes de moins de 10 000 habitants, une enquête de recensement portant sur toute la population est réalisée tous les cinq ans, les populations de référence des années intermédiaires étant quant à elles estimées par interpolation ou extrapolation. Pour la commune, le premier recensement exhaustif entrant dans le cadre du nouveau dispositif a été réalisé en 2005.

En 2022, la commune comptait 291 habitants, en évolution de −1,36 % par rapport à 2016 (Seine-et-Marne : +3,92 %, France hors Mayotte : +2,11 %).
| 1793 | 1800 | 1806 | 1821 | 1831 | 1836 | 1841 | 1846 | 1851 |
| ---- | ---- | ---- | ---- | ---- | ---- | ---- | ---- | ---- |
| 179  | 184  | 202  | 194  | 213  | 177  | 202  | 180  | 175  |

| 1856 | 1861 | 1866 | 1872 | 1876 | 1881 | 1886 | 1891 | 1896 |
| ---- | ---- | ---- | ---- | ---- | ---- | ---- | ---- | ---- |
| 172  | 153  | 146  | 120  | 120  | 124  | 138  | 145  | 143  |

| 1901 | 1906 | 1911 | 1921 | 1926 | 1931 | 1936 | 1946 | 1954 |
| ---- | ---- | ---- | ---- | ---- | ---- | ---- | ---- | ---- |
| 127  | 119  | 104  | 98   | 130  | 115  | 96   | 107  | 90   |

| 1962 | 1968 | 1975 | 1982 | 1990 | 1999 | 2005 | 2006 | 2010 |
| ---- | ---- | ---- | ---- | ---- | ---- | ---- | ---- | ---- |
| 95   | 97   | 129  | 159  | 219  | 234  | 242  | 239  | 251  |

| 2015 | 2020 | 2022 | - | - | - | - | - | - |
| ---- | ---- | ---- | - | - | - | - | - | - |
| 289  | 289  | 291  | - | - | - | - | - | - |

## Économie

### Revenus de la population et fiscalité
Le nombre de ménages fiscaux en 2014 était de 97 représentant 290 personnes et la  médiane du revenu disponible par unité de consommation  de 23 452 €.

### Agriculture
Le Plessis-l'Évêque est dans la petite région agricole dénommée la « Goële et Multien », regroupant deux petites régions naturelles, respectivement la Goële et le pays de Meaux (Multien). En 2010, l'orientation technico-économique de l'agriculture sur la commune est diverses cultures (hors céréales et oléoprotéagineux, fleurs et fruits).
Si la productivité agricole de la Seine-et-Marne se situe dans le peloton de tête des départements français, le département enregistre un double phénomène de disparition des terres cultivables (près de 2 000 ha par an dans les années 1980, moins dans les années 2000) et de réduction d'environ 30 % du nombre d'agriculteurs dans les années 2010. Cette tendance se retrouve au niveau de la commune où le nombre d’exploitations est passé de 2 en 1988 à 1 en 2010. Parallèlement, la taille de ces exploitations augmente, passant de 119 ha en 1988 à 164 ha en 2010.
Le tableau ci-dessous présente les principales caractéristiques des exploitations agricoles du Plessis-l'Évêque, observées sur une période de 22 ans : 
|                                      | 1988 | 2000 | 2010 |
| ------------------------------------ | ---- | ---- | ---- |
| Dimension économique,                |      |      |      |
| Nombre d’exploitations (u)           | 2    | 2    | 1    |
| Travail (UTA)                        | 6    | 2    | 1    |
| Surface agricole utilisée (ha)       | 238  | 153  | 164  |
| Cultures                             |      |      |      |
| Terres labourables (ha)              | s    | s    | s    |
| Céréales (ha)                        | s    | s    | s    |
| dont blé tendre (ha)                 | s    | s    | s    |
| dont maïs-grain et maïs-semence (ha) | s    | s    |      |
| Tournesol (ha)                       | 0    |      |      |
| Colza et navette (ha)                | 0    | s    | s    |
| Élevage                              |      |      |      |
| Cheptel (UGBTA)                      | 52   | 49   | 24   |

## Culture locale et patrimoine

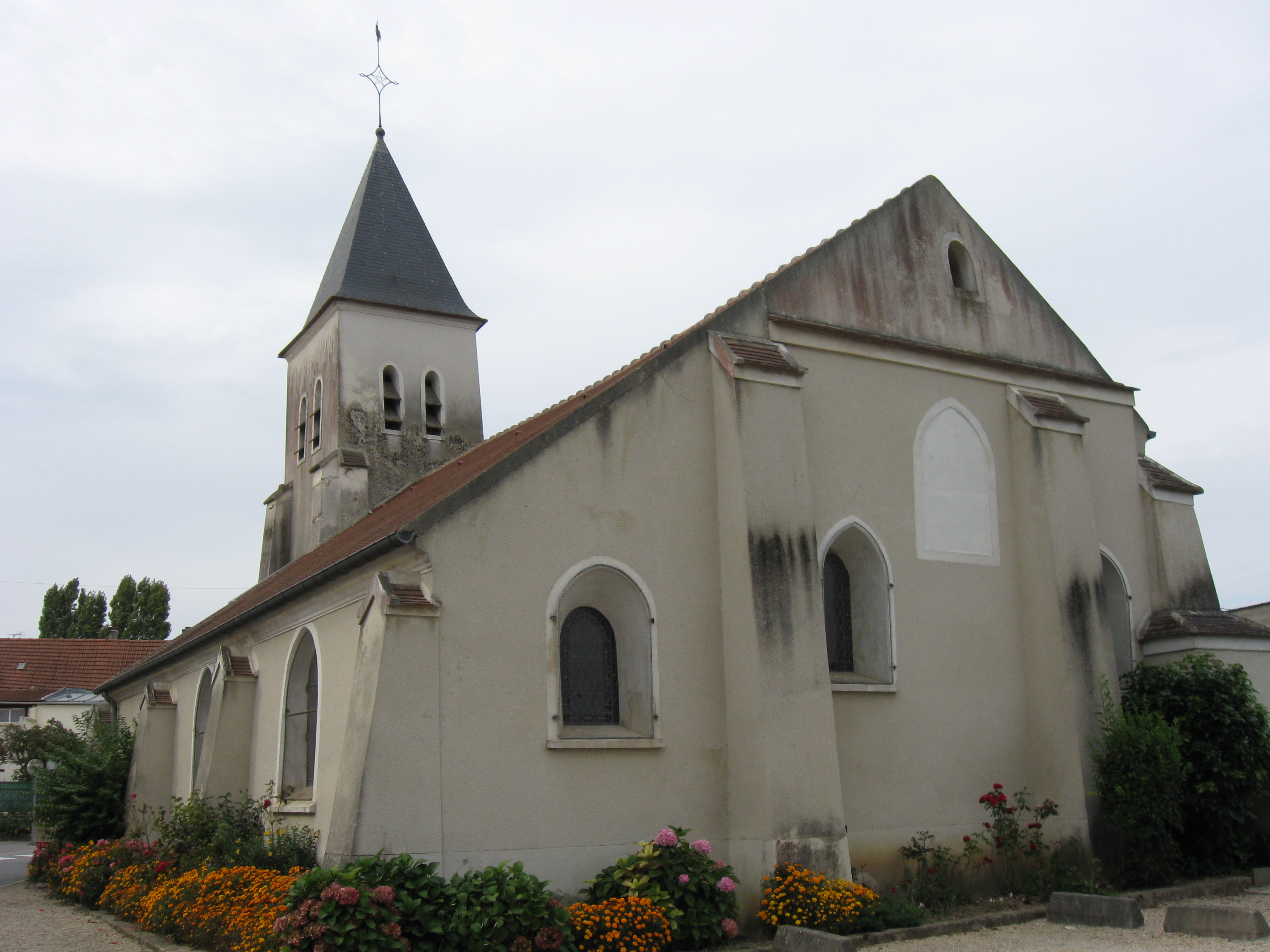
L'église de La Nativité-de-Notre-Dame.

### Lieux et monuments
- Église de La Nativité-de-Notre-Dame, XIIIe siècle[48].
- La mairie, ancienne église orthodoxe. (église créée pour une mission en Occident par l'église syrienne-jacobite d'Antioche en 1891).

### Personnalités liées à la commune
- Charles Péguy, tué à l'ennemi le 5 septembre 1914[49],[50]. Il est enterré à Villeroy.